# Ole Wivel
Ole Wivel (29. september 1921 i København – 30. maj 2004 i Hillerød) var en dansk forfatter og forlagsboghandler.

## Baggrund og tidlig karriere
Oldebarn til kapelmusikus Carl Siegfried Valdemar Wivel ( f.1836-). Hans fader var Carl-Eilert Wivel (f.1891) og broder Per Wivel og hans nevøer er Peter Wivel, Mikael Wivel og Henrik Wivel. Gift med Ann Grethe Helsteen, kaldet Kil. De fik døtrene, filminstruktør Anne Regitze Wivel (f. 1945), Dorrit Wivel, samt sønnen Carsten Ole Wivel (f.1952)
Ole Wivel voksede op i en velhavende, borgerlig familie og blev af den grund beskyldt for at være den "pæne" dreng i den litterære verden.
- Elev på Krebs' Skole.
- Studentereksamen fra Skt. Jørgens Gymnasium.
- Københavns Universitet
- Debuterer som forfatter (1940) med "Digte".
- Slår igennem med I fiskens tegn (1948) efterfulgt af Jævndøgnselegier (1949).
- Redaktør af tidskriftet Heretica sammen med Martin A. Hansen (1950-51).
- Lærer ved Askov Højskole (1951-53)
- Forstander på Krogerup Højskole (1964-65).
- Medlem af et udvalg i Kulturministeriet i en årrække.
- Medlem af Det Danske Akademi (1964-2004).

## Erhvervskarriere
- Leder af Wivels Forlag (1945-53).
- Direktør på Gyldendals Forlag (1954-63) og igen fra (1971-80).

## Tillidshverv
Flere tillidshverv, bl.a.:
- Formand for Sektoruddannelsesrådet for de højere uddannelser (1975-)

## Nazisympatier
Wivels første digtsamlinger er siden fejet ind under gulvtæppet af politiske årsager, idet de viser begejstring for det nationalsocialistiske Tyskland:
- Digte (1940)
- Udvalgte digte (1942)
- Den hvide rose (1942), med illustrationer af Helge Bertram
- Udvalgte digte, Første og anden samling (1943-1944)

Den hvide Rose (der ikke refererer til den tyske modstandsgruppe omkring Sophie Scholl) omfatter en sonetkrans, som Wivel gav kritikken ret i, var indholdsløs (sætningen "More matter with less form", citeret i erindringsværket "Romance for valdhorn"). Wivel var medlem af den nazisympatiserende forening Ringen, navngivet efter Wagners operacyklus og Georges digtsamling fra 1913.
Der Siebente Ring (den syvende ring, efter Dantes syv himle, eller digtsamlingens syv dele).
Wivels Universitetsspeciale fra 1943 er om den tyske digter Stefan George (1868-1933). Afhandlingen bærer titlen "Stefan George og hans Stilling i tysk Aandsliv". Wivels digte frem til omkring 1948 er blege Georgepasticher. I disse år var Wivel i støbeskeen.
Før og under 2. verdenskrig var Wivel med i den nazistiske gruppe Ringen, der også talte Louisiana-grundlægger Knud W. Jensen og den østrigske nazist Fritz Waschnitius. Ifølge nye oplysninger om Ole Høst, søn af maleren Oluf Høst, som også var medlem af Ringen, var det Wivel, der overtalte Ole Høst til at melde sig til Waffen-SS på Østfronten, hvor han døde i 1943. Ved Høst-familiens hus på Bornholm deltog Wivel tillige i fakkeltog for nazismen. 
Flere markante forfattere har taget Ole Wivel i forsvar, bl.a. Klaus Rifbjerg.
Også Wivels døtre har skriftligt taget deres fader i forsvar.

## Priser og legater
- Helge Rode legatet (1956)
- Aarestrup medaljen (1961).
- Statens Kundstfond.Livsvarig ydelse.
- Statens kunstfond. Rejselegat (1968).
- Statens kunstfond. Engangs-ydelse (1970).
- Holberg-medaljen (1994).

Han var meget god ven med Karen Blixen.